# François Xavier de Schmid
Pour les articles homonymes, voir Schmid.
François Xavier Paul Robert de Schmid (en allemand : Franz de Schmid), né le 24 septembre 1858 à Sarralbe et décédé en 1915 en Afrique, est un rentier lorrain.
Il fut député de la circonscription n°12 d'Alsace-Lorraine (Sarreguemines et Forbach) au Reichstag allemand de 1898 à 1907.

## Biographie
Le baron François Xavier Paul Robert de Schmid naît dans une famille de notables mosellans, le 24 septembre 1858, à Sarralbe. De 1877 à 1880, François de Schmid suit des études de sciences et de mathématiques à Paris. Alors que la Lorraine est allemande depuis 1871, François Xavier de Schmid effectue son service militaire dans la cavalerie française. À son retour en Lorraine, il s'installe comme entrepreneur et rentier à Sarralbe. Il est élu au Reichstag en 1898 sur les circonscriptions de Forbach et de Sarreguemines (Wahlkreis Reichsland Elsaß-Lothringen 12 Saargemünd, Forbach). Le 18 mai 1901, Franz de Schmid obtient la Preußischen Königlichen Kronenordens 2. Klasse. Le 21 mai 1902, il est nommé Königlicher Rittmeister, titre honorifique allemand de capitaine de cavalerie. Il sera réélu au Reichstag en 1902 et 1903, restant député jusqu'en 1907. N'étant pas affilié au Protestpartei, François de Schmid n'est pas un député protestataire, mais un député régionaliste lorrain.